# Commit
Consolidar, confirmar o hacer un commit se refiere, en el contexto de la ciencia de la computación y la gestión de datos, a la idea de confirmar un conjunto de cambios provisionales de forma permanente. Un uso popular es al final de una transacción de base de datos. 
Una sentencia COMMIT en SQL finaliza una transacción de base de datos dentro de un sistema gestor de base de datos relacional (RDBMS) y hace visibles todos los cambios a otros usuarios. El formato general es emitir una sentencia BEGIN WORK o BEGIN TRANSACTION (o la que sea para el lenguaje SQL en cuestión), una o más sentencias SQL, y entonces la sentencia COMMIT.
```
BEGIN TRANSACTION;

DELETE FROM Paises.telefonos

WHERE id_telefono = 555555555;

COMMIT TRANSACTION;

```

En términos de transacciones, lo opuesto de una consolidación para descartar el intento de realizar cambios de una transacción es una reversión o rollback. Se puede enviar una sentencia ROLLBACK de reversión de transacción, la cual deshace todo el trabajo realizado desde que se emitió BEGIN TRANSACTION. Una sentencia COMMIT eliminará cualquiera de los puntos de recuperación existentes que puedan estar en uso.